# Friedrich Marschall von Bieberstein
Hans Christian Friedrich Marschall von Bieberstein (* 26. Mai 1763 in Kemberg; † 17. November 1842 in Berlin) war ein preußischer Generalmajor und Kommandeur des Kadettenhauses in Berlin.

## Leben

### Herkunft
Er war der Sohn von Christian Gottlieb Marschall von Bieberstein (* 31. Juli 1711) und dessen Ehefrau Henriette Katharina Friederike, geborene von Witzleben (* 26. April 1738). Sein Vater war Deputierter der Ritterschaft des Kurkreises sowie Gerichtsherr auf Bleddin.

### Militärkarriere
Bieberstein kam 1776 als Hofpage nach Potsdam und wurde am 5. September 1780 als Fähnrich im Infanterieregiment „Alt-Woldeck“ der Preußischen Armee angestellt. Dort stieg er bis Mitte Mai 1792 zum Premierleutnant auf und wurde am 20. Februar 1793 mit seiner Beförderung zum Stabskapitän in das Kadettenhaus nach Berlin versetzt. Am 7. März 1798 avancierte Bieberstein zum Kapitän und Kompaniechef sowie am 18. November 1800 zum Major. Als sich im Vierten Koalitionskrieg die Franzosen Berlin näherten, wurde auf Befehl seines Vorgesetzten von Lingelsheim 250 Kadetten unter Führung von Bieberstein nach Königsberg in Sicherheit gebracht. Dort angelangt, traten sämtliche Kadetten in die Armee ein und drei begleitenden Gouverneure wurden Bataillonsquartiermeister. Bieberstein wurde zum Brigadier bei den neuen Reservebataillons ernannt, erkrankte aber schwer.
Nach Frieden von Tilsit erhielt Bieberstein einen vierwöchigen Urlaub zur Wiederherstellung seiner Gesundheit in Pillau. Nachdem er wieder Verwendungsfähig war, wurde er am 8. Mai 1809 in Berlin Mitglied der Militär-Examinationskommission unter General von Lützow. Am 31. Januar 1810 folgte seine Versetzung als Direktor des Kadettenhauses nach Stolp und in dieser Eigenschaft wurde ihm am 12. Februar 1810 der Charakter als Oberstleutnant verliehen. Auf Veranlassung von König Friedrich Wilhelm III. wurde das Kadettenhaus in Stolp geschlossen und mit dem in Potsdam vereinigt. Bieberstein wurde am 4. März 1811 zum Direktor der Potsdamer Anstalt ernannt und wechselte am 5. März 1812 in gleicher Stellung nach Berlin. Er avancierte am 19. Juli 1813 zum Oberst und erhielt Ende November 1814 eine Gehaltszulage von 200 Talern.
Nach dem Krieg schied er am 12. September 1817 unter Beibehaltung seines bisherigen Gehalts von 1500 Talern aus dem aktiven Dienst. Ende März 1820 wurden seine Bezüge auf ein Invaliditätsgehalt von 1200 Talern reduziert. Mit seinem bisherigen Invaliditätsgehalt wurde Bieberstein am 14. Mai 1833 der Abschied mit dem Charakter als Generalmajor gewährt. Im Januar 1834 erhielt er vom König noch ein Geschenk in Höhe von 500 Talern. Er starb am 17. November 1842 in Berlin und wurde am 21. November 1842 auf dem Garnisonfriedhof beigesetzt.

### Familie
Bieberstein heiratete im Jahr 1787 Anna Auguste Henriette von Pieper (1765–1819), die nach ihrem Tod am 8. Juli 1819 auf dem Garnisonfriedhof beigesetzt wurde. Aus der Ehe gingen folgende Kinder hervor:
- Karl Wilhelm (* 19. November 1788; † 5. März 1825), Hauptmann
- Henriette Sophie Adolfine Karoline (* 25. Oktober 1790)
- Hermine (* 8. November 1793; † 27. Dezember 1821)
- Friedrich August Eduard (* 20. Oktober 1796; † 5. April 1865), Sekondeleutnant a. D., zuletzt im 2. Garde-Regiment zu Fuß ⚭ Klara Albertine Juliane von Walther und Cronegk (* 10. Juli 1800; † 7. April 1857)[3]
- Friedrich Adolf (1803–1804)